# Marcus Strahl

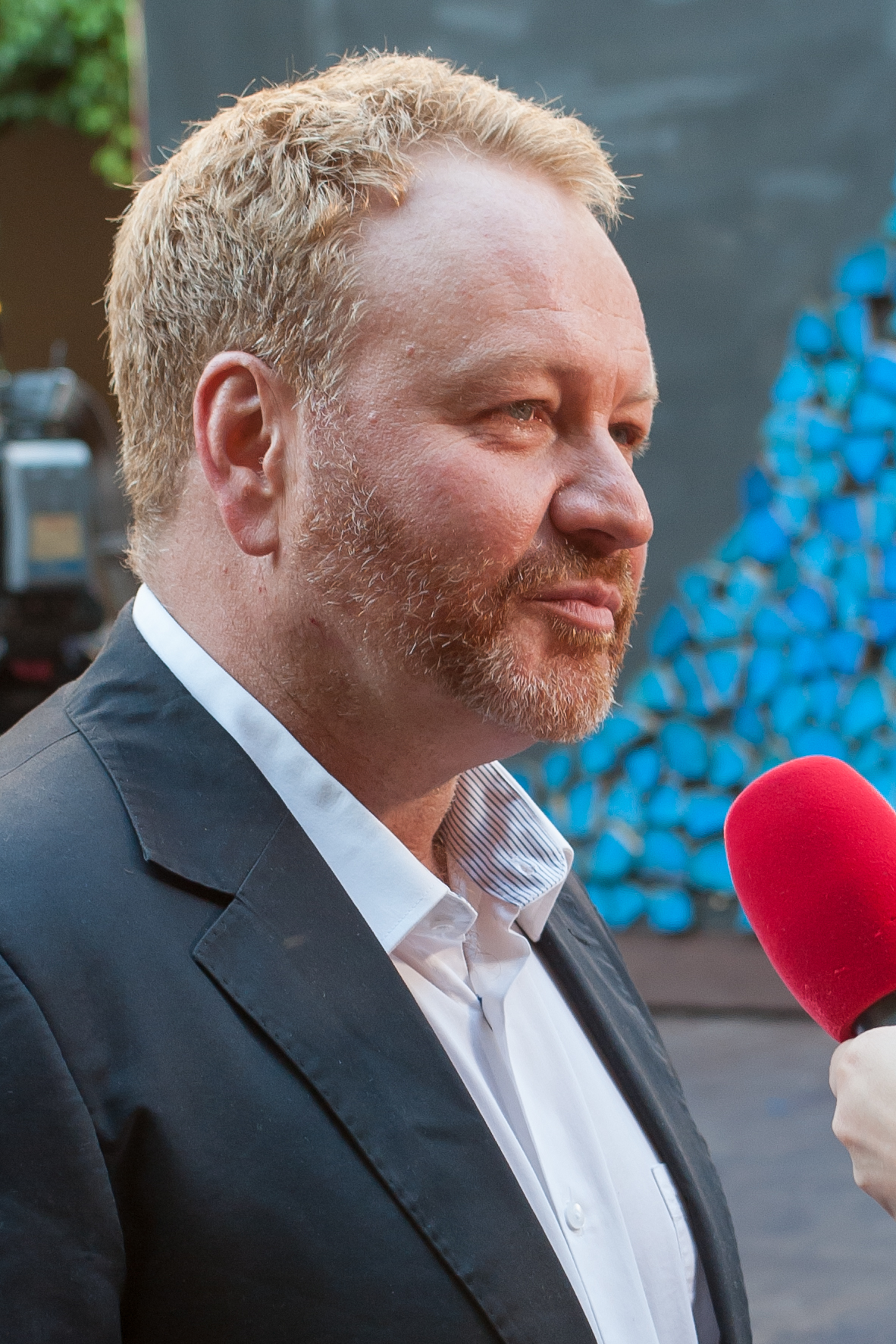
Marcus Strahl (2016)

Marcus Strahl (* Juli 1968 in Wien) ist ein österreichischer Schauspieler, Theaterregisseur und Intendant.

## Leben
Marcus Strahl wurde im Juli 1968 als Sohn des Schauspielerehepaares Waltraut Haas und Erwin Strahl geboren. Nach der Matura am Sacré Coeur Pressbaum begann er an der Universität Wien Theaterwissenschaften und Publizistik zu studieren. Schauspielunterricht erhielt er bei seinem Vater sowie Hans Jaray, Gesangsunterricht bei Richard Hall und Sascha Wienhausen.
Ab 1989 war er am Landestheater Niederösterreich engagiert, seit 1993 ist er als freiberuflicher Schauspieler und Regisseur tätig, so inszenierte er etwa bei den Raimundspielen Gutenstein.
Seit 2005 ist er als Nachfolger von Peter Janisch Intendant der Wachaufestspiele in Weißenkirchen. 2020 verkörpert er im Wachauer Jedermann die Titelrolle, mit Barbara Kaudelka als Buhlschaft und  Waltraud Haas als Jedermanns Mutter. Im September 2021 feierte er bei den Wachaufestspielen mit seiner eigenen Inszenierung von Felix Mitterers Bühnenfassung von Friedrich Torbergs Roman Der Schüler Gerber an der Seite von Angelo Konzett in der Titelrolle als Lehrer „Gott Kupfer“ Premiere. Diese Inszenierung wurde im Oktober 2021 auch an der Neuen Bühne Wien im Theater Center Forum gezeigt.
2023 inszenierte er bei den Wachaufestspielen die Uraufführung des Auftragswerks Von wegen Mariandl!, einer Komödie von Stefan Vögel und Hommage an die Spielfilme Mariandl (1961) und Der Hofrat Geiger (1947).

## Auszeichnungen
- 2018: Silbernes Ehrenzeichen für Verdienste um das Bundesland Niederösterreich[12]
- 2018: Ehrenzeichen der Marktgemeinde Weißenkirchen in Silber[12]
- 2024: Goldenes Ehrenzeichen für Verdienste um die Republik Österreich[13][14]

## Filmografie (Auswahl)
- 1993: Tatort: Stahlwalzer
- 1998–2000: Kaisermühlen Blues (Fernsehserie, drei Episoden)
- 2017: Das kleine Vergnügen
- 2019: Dennstein & Schwarz – Pro bono, was sonst!